# Aleuroparadoxus sapotae
Aleuroparadoxus sapotae là một loài côn trùng cánh nửa trong họ Aleyrodidae, phân họ Aleyrodinae.
Aleuroparadoxus sapotae được Russell miêu tả khoa học đầu tiên năm 1947.